# Liste des évêques de Saint Cloud
Cette page présente la liste des évêques de Saint Cloud dans le Minnesota.
Le vicariat apostolique du Minnesota du Nord est créé le 12 février 1875, par détachement du diocèse de Saint Paul. Il est érigé en diocèse et change de dénomination le 22 septembre 1889 pour devenir le diocèse de Saint Cloud (en) (Dioecesis Sancti Clodoaldi).

## Est vicaire apostolique
- 12 février 1875-19 octobre 1888 : Rupert Seidenbusch, vicaire apostolique du Minnesota du Nord.

## Sont évêques
- 22 septembre 1889-6 mars 1894 : John Zardetti (John Joseph Fréderick Otto Zardetti)
- 21 janvier 1895-† 19 septembre 1896 : Martin Marty
- 5 juillet 1897-15 avril 1914 : James Trobec
- 19 janvier 1915-† 31 mai 1953 : Joseph Busch (Joseph Francis Busch)
- 31 mai 1953-31 janvier 1968 : Peter Bartholome (Peter William Bartholome)
- 31 janvier 1968-13 janvier 1987 : George Speltz (George Henry Speltz)
- 6 juillet 1987-23 août 1994 : Jérôme Hanus (Jérôme George Hanus)
- 9 mai 1995-20 septembre 2013: John Kinney (John Francis Kinney)
- depuis le 20 septembre 2013 : Donald Kettler (Donald Joseph Kettler)

## Sources
- L'Annuaire Pontifical, sur le site www.catholic-hierarchy.org, à la page